# Mamie Phipps Clark
Mamie Phipps Clark, född 1917, död 1983, var en amerikansk psykolog. Tillsammans med maken Kenneth Bancroft Clark grundade hon Northside Center for Child Development.